# Pararge melania
Pararge melania är en fjärilsart som beskrevs av Charles Oberthür 1896. Pararge melania ingår i släktet Pararge och familjen praktfjärilar. Inga underarter finns listade i Catalogue of Life.